# Pas på gående - gående pas på
|  | Denne artikel er oprettet af botten PalnaBot ud fra en ekstern database. Den kan derfor have sproglige fejl eller mangler. Denne skabelon kan fjernes efter kontrol af indholdet. |

Pas på gående - gående pas på er en undervisningsfilm instrueret af Henning Ørnbak efter manuskript af Henning Ørnbak.

## Handling
Færdselspropagandafilm, som pålægger den kørende trafik at tage hensyn til fodgængerne og samtidig indskærper fodgængerne, at de skal se sig for, før de træder ud på kørebanen.